# Colegio de Europa
El Colegio de Europa (conocido como College of Europe en inglés, Collège d'Europe en francés o Europacollege en neerlandés) es una institución de estudios europeos de posgrado con campus en Brujas (Bélgica) y Natolin (Varsovia, Polonia). Fue fundado en Brujas en 1949, por grandes figuras europeas como Salvador de Madariaga, Winston Churchill, Paul-Henri Spaak y Alcide De Gasperi. En 1992 se inauguró el campus de Natolin, en Polonia. Desde el 2024, se desarrollan actividades académicas en Tirana, Albania; aunque el campus, no ha sido terminado.  
Cuenta anualmente con unos 450 alumnos de más de 50 países diferentes, que suelen ser seleccionados conjuntamente con los Ministerios de Asuntos Exteriores nacionales mediante un proceso altamente competitivo.
Muchos de sus exalumnos se desempeñan como diplomáticos y altos funcionarios de las instituciones europeas, varios de los cuales también han sido profesores en la universidad. Entre ellos se encuentran Marija Pejčinović Burić, Secretaria General del Consejo de Europa, Manuel Marín, exvicepresidente de la Comisión Europea, Helle Thorning-Schmidt, la ex primera ministra de Dinamarca, Alexander Stubb, el ex primer ministro de Finlandia, y Nick Clegg, el ex vice primer ministro británico. 

## Historia
Los orígenes del Colegio se remontan a 1948 cuando, durante el Congreso de La Haya, el pensador español Salvador de Madariaga propone el establecimiento de un instituto de estudios de postgrado donde los estudiantes de diferentes países europeos pudiesen estudiar y vivir juntos, preparándose para seguir carreras relacionadas con la cooperación e la integración europeas.
Un grupo de ciudadanos de la ciudad de Brujas tuvo éxito al atraer la sede del Colegio a la ciudad junto a su primer rector, Hendrik Brugmans, uno de los líderes del movimiento europeísta del momento. Tras la caída del comunismo y los cambios político-sociales en Europa Central y Oriental, el gobierno polaco extiende una invitación en 1992 para abrir un segundo campus en las afueras de Varsovia, en el parque histórico y de la reserva natural de Natolin. 
Cada campus es administrado por sus respectivos órganos de gobierno bajo la legislación belga y polaca. En todos los asuntos académicos, los campus actúan bajo la dirección de un solo Consejo Académico.
Finalmente, en 1998 un grupo de antiguos alumnos crea la Fundación Europea Madariaga.
Desde 2009 hasta 2019, el político y aristócrata español Íñigo Méndez de Vigo se desempeñó como presidente del Consejo de Administración del Colegio de Europa. En 2019, fue sucedido por Herman van Rompuy.
En 2024, una tercera sede del Colegio de Europa fue inaugurada tras un acuerdo entre la Comisión Europea y las autoridades locales. La nueva marca institucional tiene como principal objetivo el acercamiento a la zona de los balcanes occidentales, en la que se encuentran varios de los candidatos y potenciales candidatos a acceder a la Unión Europea.

## Campus
El campus del Colegio en Bélgica está situado en el centro de la ciudad de Brujas, que se encuentra en la región flamenca del país, de habla holandesa.  Se compone de diversos edificios históricos dedicados a administración, clases y servicios. También cuenta con nueve residencias para los estudiantes a lo largo de la ciudad.
El campus de Varsovia se encuentra al sur de la ciudad, en la reserva natural del palacio de Natolin, ocupando 1,2 kilómetros cuadrados entre edificios y jardines. Los estudiantes viven en dos residencias: Włodkowic y Retinger. 
Por su parte, el campus de Tirana no ha sido terminado y se encuentra en labores de construcción. Las actividades de esta sede se desarrolla gracias a los acuerdos con instituciones locales, mientras la sede es puesta en funcionamiento.

## Estudios
Los máster tienen una duración de un año académico y exigen la redacción de una tesis. Los idiomas oficiales del Colegio (los alumnos deben dominar ambos) son el inglés (siendo el nombre oficial College of Europe) y el francés (siendo el nombre oficial Collège d'Europe) , aunque se imparten clases de otros idiomas europeos.
- Master of Arts in European Political and Governance Studies (Diplôme en Etudes Politiques et Gouvernance Européenne)
- Master of Arts in European Economic Studies (Diplôme en Études Economiques Européennes)
- Master in European Law (LL M) (Diplôme en Droit Européen)
- Master in European International Relations and Diplomacy Studies (Diplôme en Relations Internationales et Diplomatiques de l´Union Européenne)
- Master of Arts in European Interdisciplinary Studies (Diplôme en Etudes Européennes interdisciplinaires)
- Master of Arts in Transatlantic Affairs (MATA) (Master en Affaires Transatlantiques)
- Master in European Transformation and Integration  (Diplôme de transformation et intégration Européenne)

## Promociones
Los años escolares reciben en el colegio el nombre de promociones. Cada promoción recibe el nombre de un europeo de renombre. Entre las más recientes se encuentran:
| Año       | Nombre de la promoción              | Alumnos | Orador en la ceremonia de apertura                                         |
| --------- | ----------------------------------- | ------- | -------------------------------------------------------------------------- |
| 2024-2025 | Jacques Delors                      | >450    | Ursula Von Der Leyen (Bruges) & Luc Frieden (Natolin)                      |
| 2023-2024 | Madeleine Albright                  | >400    | Petr PAVEL (Bruges)                                                        |
| 2022–2023 | David Sassoli                       | >400    | Roberta Metsola (Bruges) & Stevo Pendarovski (Natolin)                     |
| 2021-2022 | Éliane Vogel-Polsky                 |         | Alexander de Croo (Bruges) &Olha Stefanishyna (Natolin)                    |
| 2020-2021 | Mario Soares                        |         | Rebelo de Sousa (Bruges) & Sviatlana TSIKHANOUSKAYA (Natolin)              |
| 2018–2019 | Manuel Marín                        | 461     | Antonio Tajani (Bruges) & Tibor Navracsics (Natolin)                       |
| 2017–2018 | Simone Veil                         | 492     | António Costa (Bruges) & Andrzej Duda (Natolin)                            |
| 2016–2017 | Keynes                              | 462     | Jean-Claude Juncker (Bruges) & Ivanna Klympush-Tsintsadze (Natolin)        |
| 2015–2016 | Chopin                              | 479     | Alexander Stubb (Bruges) & Johannes Hahn (Natolin)                         |
| 2014–2015 | Giovanni Falcone & Paolo Borsellino | 437     | Mariano Rajoy (Bruges)                                                     |
| 2013–2014 | Voltaire                            | 445     | Inigo Mendez de Vigo (Bruges) & Bronislaw Komorowski (Natolin)             |
| 2012–2013 | Václav Havel                        | 444     | Helle Thorning-Schmidt (Bruges) & Vladimir Filat (Natolin)                 |
| 2011–2012 | Marie Curie                         | 448     | Giorgio Napolitano (Bruges) & Durao Barroso (Natolin)                      |
| 2010–2011 | Albert Einstein                     | 435     | Angela Merkel (Bruges) & Štefan Füle (Natolin)                             |
| 2009–2010 | Charles Darwin                      | 402     | Jerzy Buzek (Bruges) & Toomas Hendrik Ilves (Natolin)                      |
| 2008–2009 | Marco Aurelio                       | 381     | Yves Leterme (Bruges) & Hans-Gert Pöttering (Natolin)                      |
| 2007–2008 | Anna Politkovskaya & Hrant Dink     | 415     | David Miliband (Bruges) & Carl Bildt (Natolin)                             |
| 2006–2007 | Nicolás Copérnico                   | 413     | Jean-Claude Juncker (Bruges) & Alaksandar Milinkievič (Natolin)            |
| 2005–2006 | Ludwig van Beethoven                | 384     | Javier Solana (Bruges) & Viktor Yushchenko (Natolin)                       |
| 2004–2005 | Montesquieu                         | 404     | José Manuel Barroso (Bruges) & José Borrell Fontelles (Natolin)            |
| 2003–2004 | John Locke                          | 391     | Joschka Fischer (Bruges) & Danuta Hübner (Natolin)                         |
| 2002–2003 | Bertha von Suttner                  | 370     | Valéry Giscard d'Estaing (Bruges) & Erhard Busek (Natolin)                 |
| 2001–2002 | Simon Stevin                        | 365     | Aleksander Kwasniewski (Bruges) & Guy Verhofstadt (Natolin)                |
| 2000–2001 | Aristóteles                         | 375     | George Papandreou (Bruges) & Jan Kulakowski (Natolin)                      |
| 1999–2000 | Wilhelm & Alexander von Humboldt    | 374     | Jacques Delors (Bruges) & Jean-Luc Dehaene (Natolin)                       |
| 1998–1999 | Leonardo da Vinci                   | 337     | Jean-Luc Dehaene (Bruges) & Felipe de Bélgica, duque de Brabante (Natolin) |
| 1997–1998 | Hendrik Brugmans                    | 326     | Antonio Guterres (Bruges) & Ursula Stenzel (Natolin)                       |
| 1996–1997 | Alexis de Tocqueville               | 319     | Wim Kok (Bruges) & Aleksander Kwasniewski (Natolin)                        |
| 1995–1996 | Walter Hallstein                    | 306     | Klaus Hänsch (Bruges) & Jacques Santer (Natolin)                           |
| 1994–1995 | Ramon Llull                         | 296     | Juan Carlos I de España (Bruges) & Andrzej Olechowski (Natolin)            |
| 1993–1994 | Stefan Zweig                        | 263     | Thomas Klestil                                                             |
| 1992–1993 | Emperador Carlos IV                 | 264     | Jacques Santer                                                             |
| 1991–1992 | Wolfgang Amadeus Mozart             | 212     | Flavio Cotti                                                               |
| 1990–1991 | Hans & Sophie Scholl                | 245     | Richard von Weizsäcker                                                     |
| 1989–1990 | Denis de Rougemont                  | 200     | Jacques Delors                                                             |
| 1988–1989 | Christopher Dawson                  | 204     | Margaret Thatcher                                                          |
| 1987–1988 | Altiero Spinelli                    | 178     | François Mitterand                                                         |
| 1986–1987 | William Penn                        | 177     | Ruud Lubbers                                                               |
| 1985–1986 | Cristóbal Colón                     | 158     | Felipe González                                                            |
| 1984–1985 | Madame de Staël                     | 123     | Altiero Spinelli                                                           |
| 1983–1984 | Jean Rey                            | 133     | Garret FitzGerald                                                          |
| 1982–1983 | Joseph Bech                         | 122     | Gaston Thorn                                                               |
| 1981–1982 | Johan Willem Beyen                  | 123     | Bruno Kreisky                                                              |
| 1980–1981 | Jean Monnet                         | 131     | Simone Veil                                                                |
| 1979–1980 | Salvador de Madariaga               | 140     | Dries van Agt                                                              |
| 1978–1979 | Paul-Henri Spaak                    | 130     | Guy Spitaels                                                               |
| 1977–1978 | Karl Renner                         | 128     | Mario Soares                                                               |
| 1976–1977 | Pedro Pablo Rubens                  | 120     | Leo Tindemans                                                              |
| 1975–1976 | Adam Jerzy Czartoryski              | 101     | Edgar Faure                                                                |
| 1974–1975 | Aristide Briand                     | 111     | Herman De Croo                                                             |
| 1973–1974 | Giuseppe Mazzini                    | 92      | Karl Otto Pöhl                                                             |
| 1972–1973 | Ricardo N. Coudenhove-Kalergi       | 59      | George Brown, Baron George-Brown                                           |
| 1971–1972 | Dante Alighieri                     | 58      | Altiero Spinelli                                                           |
| 1970–1971 | Winston Churchill                   | 57      | Jean Rey                                                                   |
| 1969–1970 | Guillermo de Orange                 | 49      | Príncipe Alberto of Bélgica                                                |
| 1968–1969 | Konrad Adenauer                     | 47      | Robert van Schendel                                                        |
| 1967–1968 | Comenio                             | 54      | Alfons de Vreese                                                           |
| 1966–1967 | George Marshall                     | 56      | Jean Rey                                                                   |
| 1965–1966 | Tomás Moro                          | 52      |                                                                            |
| 1964–1965 | Robert Schuman                      | 45      | Salvador de Madariaga                                                      |
| 1963–1964 | Thomas Paine                        | 48      |                                                                            |
| 1962–1963 | August Vermeylen                    | 46      | Pierre Harmel                                                              |
| 1961–1962 | Gottfried Wilhelm Leibniz           | 37      | Hugo Geiger                                                                |
| 1960–1961 | Saint-Simon                         | 38      |                                                                            |
| 1959–1960 | Sully                               | 43      |                                                                            |
| 1958–1959 | Fridtjof Nansen                     | 40      |                                                                            |
| 1957–1958 | Enrique el Navegante                | 40      |                                                                            |
| 1956–1957 | Raoul Dautry                        | 36      |                                                                            |
| 1955–1956 | Virgilio                            | 33      |                                                                            |
| 1954–1955 | Alcide De Gasperi                   | 36      |                                                                            |
| 1953–1954 | Erasmo                              | 39      |                                                                            |
| 1952–1953 | Tomáš Garrigue Masaryk              | 40      |                                                                            |
| 1951–1952 | Juan Vives                          | 30      |                                                                            |
| 1950–1951 | Antoine de Saint-Exupéry            | 35      |                                                                            |
| 1949      | Préparatoire (no name)              | 22      | J. van Hoestenberghe & Salvador de Madariaga                               |

## Investigación y desarrollo
Desde principios de los años ochenta, el Colegio cuenta con una división dedicada a la Investigación y desarrollo, que ha sido sumamente activa especialmente en lo relativo a derecho comunitario y que colabora con la Comisión Europea, la Cruz Roja y la Universidad de Naciones Unidas que estableció conjuntamente su Centro de Estudios de Integración UNU-CRIS en Brujas. También cuenta con una serie de cátedras de investigación (como la Jan Tinbergen de Economía o la Robert Bosch de Civilización Europea) y el Centro para el Estudio del Derecho de la Competencia. Asimismo, el Colegio cuenta con una de las mejores bibliotecas dedicadas a estudios europeos del mundo.

## Controversias
En febrero de 2019, el periódico “EUobserver” publicó una serie de artículos demostrado que el que el instituto basado en Brujas fue pagado por el gobierno saudí para organizar encuentros privados con embajadores saudíes, funcionarios europeos, y diputados del Parlamento Europeo.
En carta dirigida a la presidenta de la Comisión de Control Presupuestario, Ingeborg Grassle, el Rector del Colegio de Europa refutó los artículos y aclaró la naturaleza de las reuniones, destacando que no hubo actividad de cabildeo. En respuesta a una pregunta de la eurodiputada Marietje Schaake sobre este tema, la Comisión Europea explicó que no había evidencia sobre los hechos reportados.
El 21 de febrero de 2019, la revista “LeVif/L’Express” publicó un artículo acerca casos de acoso sexual y de misoginia en el Colegio de Europa. Según el artículo, la administración del Colegio habría cerrado los ojos ante esta situación. En respuesta, un grupo de estudiantes del Colegio de Europa publicó una carta abierta que señalaba los errores en la portada de la revista y que exigía correcciones. Además, la Asociación de Estudiantes por la Igualdad de Género y los Queeropeans publicó una carta abierta al Rector del Colegio de Europa agradeciendo los esfuerzos realizados y pidiendo la implementación de un programa detallado y completo destinado a prevenir cualquier forma de abuso y promover un ambiente de trabajo más seguro.
Los dos campus del Colegio de Europa tienen regulaciones vigentes: un Código de Conducta en el campus de Brujas, y un Código de Conducta y Política de Medidas Contra la Discriminación y el Acoso en el campus de Natolin.

## Enlaces
- Sitio oficial
- Asociación de antiguos alumnos Archivado el 9 de febrero de 2004 en Wayback Machine.
- Fundación Europea Madariaga Archivado el 19 de julio de 2016 en Wayback Machine.